# Mimudea tripartalis
Mimudea tripartalis là một loài bướm đêm trong họ Crambidae.